# Monteberg
De Monteberg is een heuvel nabij Dranouter, in de gemeente Heuvelland in de Belgische provincie West-Vlaanderen. De heuvel ligt tegen de Kemmelberg. Het is een van de getuigenheuvels van het West-Vlaams Heuvelland. De Monteberg wordt ook wel Kleine Kemmelberg genoemd.
De top ligt op 115 meter. De naam is afkomstig van het Oud-Germaanse "mondus" dat verdedigingsstelsel betekent.
Op de helling ligt een wijngaard gesitueerd.
De Monteberg is een onderdeel van de zogenaamde centrale heuvelkam in het Heuvelland, deze bestaat daarnaast uit de Watenberg, Kasselberg, Wouwenberg, Katsberg, Boeschepeberg, Kokereelberg, Zwarteberg, Vidaigneberg, Baneberg, Rodeberg, Sulferberg, Goeberg, Scherpenberg, Kemmelberg en Letteberg. Ten zuiden van deze heuvelkam bevindt zich het stroomgebied van de Leie, ten noorden van deze heuvelkam het stroomgebied van de IJzer.

## Wielrennen
De helling is meermaals opgenomen geweest in de wielerklassieker Gent-Wevelgem en bestaat uit asfalt. In de periode 1985-1989 en 1993-2006 werd ze onafgebroken beklommen, in alle edities twee maal, waarna de beklimming van de Kemmelberg volgde.
De laatste jaren wordt ze beklommen voor de Kemmelberg, in 2025 wordt ze bij de eerste passage van de Kemmelberg vooraf beklommen, bij de tweede passage ook maar dan wordt de Smijterstraat (vanuit dal van de Douvebeek) als alternatief gebruikt om op de top van de Monteberg te komen.
Ze wordt ook vaker beklommen in de Driedaagse van De Panne-Koksijde, Eurométropole Tour, Great War Remembrance Race, Ledegem-Kemmel-Ledegem bij de juniores en in de Driedaagse van West-Vlaanderen.
De helling is ook opgenomen in de rode lus van de recreatieve wielerroute Gent-Wevelgemroute en de fietsroute LF Heuvelroute. De paarse lus van de Vive le vélo fietsroutes daalt de helling af.